# Domenica Niehoff
Domenica Anita Niehoff, née le 3 août 1945 et morte le 12 février 2009, à 63 ans, est une prostituée allemande célèbre. 
Domenica Niehoff est devenue célèbre en Allemagne pour avoir fait campagne pour la légalisation et la réglementation du métier de prostituée.

## Biographie

### Enfance
Domenica Niehoff est née à Cologne. Quand sa mère est arrêtée pour fraude mineure, Domenica a 14 ans, et elle se retrouve avec son frère dans un orphelinat catholique. 
À 17 ans, elle rencontre un tenancier de maison close avec qui elle se marie.
Son mari se suicide en 1972, l'année ou elle commence à se prostituer dans le quartier de Red Light à Hambourg. Plus tard, elle ouvre un studio et prend le pseudonyme de Dominatrix.

### Les médias
Domenica Niehoff était une habituée des plateaux télé des années 1970 et 1980, où son tour de poitrine avantageux la distinguait. Elle avait ouvert un bar dans le quartier réservé de St. Pauli dans les années 1990, et consacré son énergie à des causes sociales.
Elle a lutté sans cesse pour que leurs droits soient enfin reconnus et avait obtenu plusieurs améliorations de leur situation.
En parlant davantage de la prostitution notamment dans des émissions de télévision, elle avait surtout permis que les filles osent réagir et sortir du milieu si telle était leur souhait.
« Ce que j'ai accompli, précisait-elle dans un entretien au quotidien Die Welt l'été dernier, c'est que l'on parle de la prostitution. Ce n'est plus quelque chose dont on parle à voix basse. Les filles peuvent dire qu'elles étaient dans le milieu, mais qu'elles veulent en sortir. Auparavant, on n'en sortait pas ».[réf. souhaitée]

### Son décès
Domenica Niehoff, qui souffrait de diabète, est morte des suites d'une maladie des poumons, à la clinique Asklepios de Hambourg où elle était hospitalisée depuis une semaine, selon la presse allemande.
Domenica Niehoff est enterrée au carré des femmes au cimetière de Ohlsdorf. Elle est la première prostituée à être enterrée dans cette zone pour des femmes qui se sont distinguées.

## Filmographie

### À la télévision
- 1985 : Rosemary's Hochzeit (TV) : Sumatra
- 1997 : Moritz Kowalsky (série TV)
- 1999 : Der Hurenstreik - Eine Liebe auf St. Pauli (TV) : Domenica

### Au cinéma
- 1972 : Les Nuits érotiques d'une courtisane (Poppea… una prostituta al servizio dell'impero)
- 1980 : Panische Zeiten : Schwester Domenica, Kirchenministerin gegen das Scheinchristentum
- 1981 : Desperado City : Titten-Ilsa
- 1983 : Babystrich im Sperrbezirk
- 1987 : Taxi nach Kairo : la psychothérapeute Ruth
- 1993 : Domenica : Domenica / elle-même
- 2007 : Das wilde Leben : Kulturkritikerin